# Kuzinellus blairi
Kuzinellus blairi är en spindeldjursart som först beskrevs av D. McMurtry och Moraes 1991.  Kuzinellus blairi ingår i släktet Kuzinellus och familjen Phytoseiidae. Inga underarter finns listade i Catalogue of Life.